# Saint-Quentin-de-Chalais
Pour les articles homonymes, voir Saint-Quentin (homonymie).
Cet article concerne Saint-Quentin dans le Sud Charente. Pour l'autre commune du même nom dans le département, voir Saint-Quentin-sur-Charente.
Saint-Quentin-de-Chalais est une commune du Sud-Ouest de la France, située dans le département de la Charente (région Nouvelle-Aquitaine).
Ses habitants sont les Saint-Quentinois et les Saint-Quentinoises.

## Géographie

### Localisation et accès
Saint-Quentin-de-Chalais est une commune du Sud Charente limitrophe avec le département de la Dordogne et non loin de la Charente-Maritime, située à 3 km au sud-est de Chalais et 44 km au sud d'Angoulême.
La commune a une forme assez allongée dans le sens nord-sud et son extrémité sud est bordée par la Dronne qui sert également de limite avec la Dordogne. Le bourg est plutôt situé au nord de la commune.
Le bourg de Saint-Quentin est aussi à 8 km à l'ouest d'Aubeterre-sur-Dronne, 8 km au nord-ouest de Saint-Aulaye, 12 km au nord de La Roche-Chalais, 21 km à l'ouest de Ribérac, 29 km au sud-est de Barbezieux, 45 km de Libourne et 69 km de Bordeaux.
La commune est un peu à l'écart des axes importants. Elle est cependant bien desservie par des routes départementales : la D 77 qui va de Chalais à Saint-Aulaye et la D 139 qui va vers Bonnes. La D 674, route d'Angoulême à Libourne, passe 2 km à l'ouest de la commune.
La gare la plus proche est celle de Chalais, desservie par des TER à destination d'Angoulême et de Bordeaux.

### Hameaux et lieux-dits
Comme de nombreuses communes charentaises, Saint-Quentin possède un habitat dispersé ; elle ne compte aucun hameau mais de nombreuses fermes ou lieux-dits : Auziac, Barbedorge, Biroche, Boisredon, Chevalier, Chez Binet, Chez Blanchon, Chez Brugier, Chez Jacquet, Chez Jouannet, Chez Massé, Chez Menaud, Chez Milord, Chez Nardon, la Barde, la Côte, la Grande Rougerie, la Grange d'Auziac, la Parcaud, la Petite Rougerie, le Fougeraud, les Bardoux, les Bergères, les Dougnes, le Puits, Saillant, Saint-Vivien.

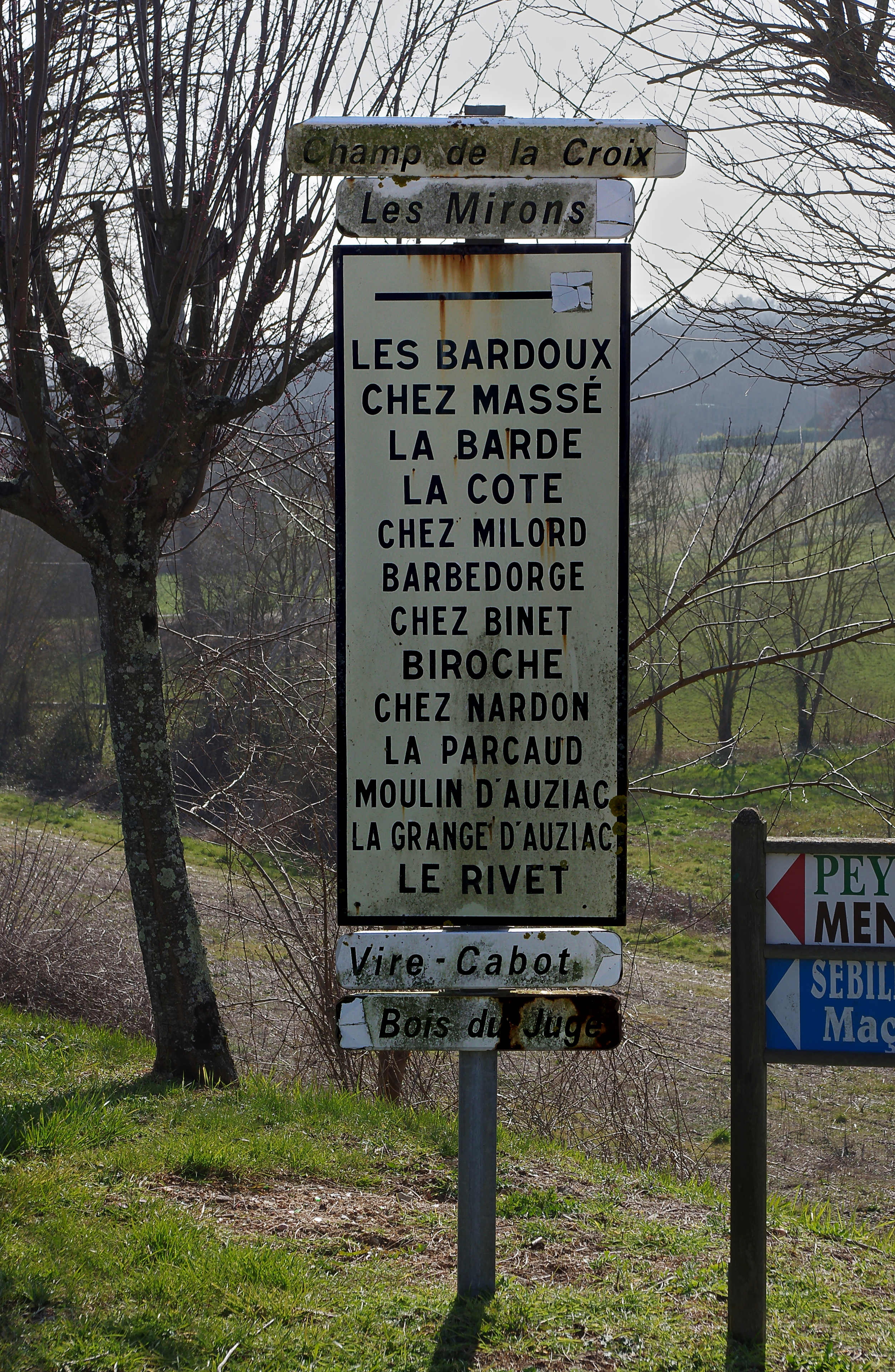
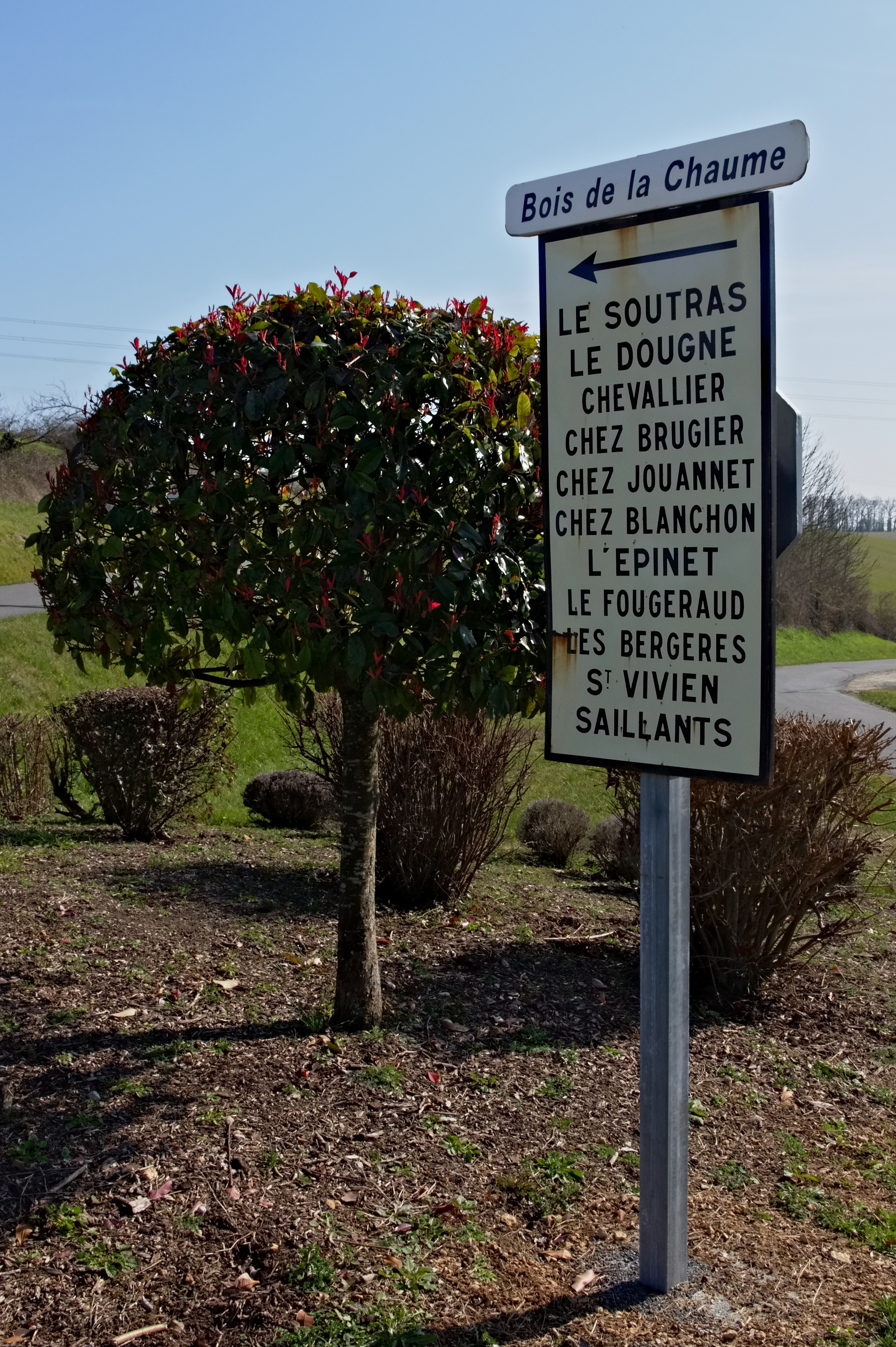

### Communes limitrophes
Saint-Quentin-de-Chalais est limitrophe de sept autres communes, dont une en Dordogne.
| Chalais    | Orival                     | Rouffiac    |
| Saint-Avit | Saint-Quentin-de-Chalais   |             |
| Bazac      | Parcoul-Chenaud (Dordogne) | Les Essards |

### Géologie et relief
La commune est occupée par le Campanien (Crétacé supérieur), calcaire crayeux qui occupe une grande partie du Sud Charente. Cette formation est très localement recouverte par des alluvions anciennes, sable et galets parfois enrobés d'argile comme au nord de Saint-Vivien, datant du Quaternaire, ou des altérites calcaires lors de ces périodes de glaciations, zones actuellement boisées autour du bourg. La vallée de la Dronne, au sud, est occupée par des alluvions plus récentes (partie inondable), parfois accumulées en basses terrasses (la Parcaud),,.
Le relief de la commune est celui de bas plateaux vallonnés descendant vers le sud, occupé par la vallée de la Dronne. Le point culminant de la commune est à une altitude de 146 m, situé à l'extrémité nord en limite de commune avec Rouffiac et Orival. Le point le plus bas est à 27 m, situé au bord de la Dronne à l'extrémité sud-ouest. Le bourg de Saint-Quentin, niché dans un vallon, est à 85 m d'altitude.

### Hydrographie

#### Réseau hydrographique

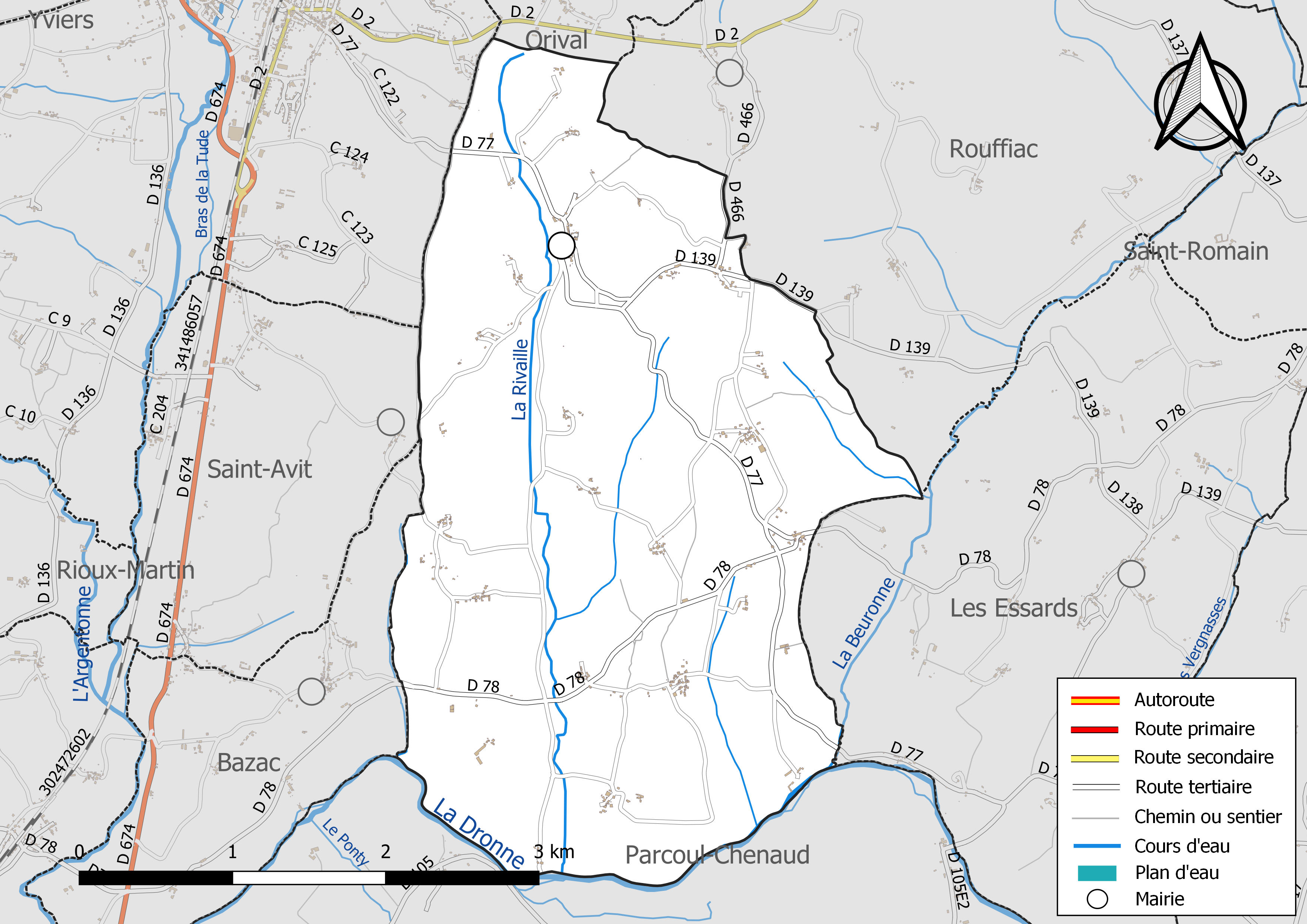
Réseaux hydrographique et routier de Saint-Quentin-de-Chalais.

La commune est située dans le bassin de la Dordogne au sein du Bassin Adour-Garonne. Elle est drainée par la Dronne, la Beuronne, la Rivaille et par divers petits cours d'eau, qui constituent un réseau hydrographique de 11 km de longueur totale,.
La Dronne, affluent de l'Isle et sous-affluent de la Dordogne, passe en limite sud de la commune.
Un ruisseau, la Rivaille, parcourt toute la longueur de la commune et se jette dans la Dronne. Le bourg occupe la tête de sa vallée.
Au sud-ouest, un petit affluent de la Dronne sert de limite avec Bazac, et au sud-est, la Beuronne, qui descend de Saint-Romain fait la limite communale sur quelques centaines de mètres à son confluent avec la Dronne.
La commune comporte aussi quelques fontaines, comme la Fontaine de Guérison à l'est, la Fontaine de Chez Milord, la Font Guillière, et la Font Noire près du bourg.

#### Gestion des eaux
Le territoire communal est couvert par le schéma d'aménagement et de gestion des eaux (SAGE) « Isle - Dronne ». Ce document de planification, dont le territoire regroupe les bassins versants de l'Isle et de la Dronne, d'une superficie de 7 500 km2, a été approuvé le 2 août 2021. La structure porteuse de l'élaboration et de la mise en œuvre est l'établissement public territorial de bassin de la Dordogne (EPIDOR). Il définit sur son territoire les objectifs généraux d’utilisation, de mise en valeur et de protection quantitative et qualitative des ressources en eau superficielle et souterraine, en respect des objectifs de qualité définis dans le troisième SDAGE  du Bassin Adour-Garonne qui couvre la période 2022-2027, approuvé le 10 mars 2022.

### Climat
Comme dans les trois quarts sud et ouest du département, le climat est océanique aquitain.

### Milieux naturels et biodiversité
À Saint-Quentin-de-Chalais, la vallée de la Dronne fait partie de la ZNIEFF de type II nommée « Vallées de la Nizonne, de la Tude et de la Dronne en Poitou-Charentes »,.
Vingt-deux espèces déterminantes d'animaux y ont été répertoriées :
- un amphibien : la Rainette verte (Hyla arborea) ;
- un crustacé, l'Écrevisse à pattes blanches (Austropotamobius pallipes) ;
- cinq insectes dont trois lépidoptères : l'Azuré de la sanguisorbe (Phengaris teleius), le Cuivré des marais (Lycaena dispar) et le Fadet des laîches (Coenonympha oedippus) et deux odonates : l'Agrion de Mercure (Coenagrion mercuriale) et la Cordulie à corps fin (Oxygastra curtisii) ;
- sept mammifères : la Loutre d'Europe (Lutra lutra) et le Vison d'Europe (Mustela lutreola), ainsi que cinq chauves-souris : le Murin à moustaches (Myotis mystacinus), l'Oreillard roux (Plecotus auritus), la Pipistrelle de Kuhl (Pipistrellus kuhlii), le Petit rhinolophe (Rhinolophus hipposideros) et la Sérotine commune (Eptesicus serotinus) ;
- quatre oiseaux : l'Alouette lulu (Lullula arborea), le Martin-pêcheur d'Europe (Alcedo atthis), le Milan noir (Milvus migrans) et le Tarier des prés (Saxicola rubetra) ;
- trois poissons : le Chabot commun (Cottus gobio), la Lamproie de Planer (Lampetra  planeri) et le Toxostome (Parachondrostoma toxostoma) ;
- un reptile : la Cistude (Emys orbicularis).

Vingt-neuf autres espèces animales (quatre mammifères et vingt-cinq oiseaux) y ont été recensées.

## Urbanisme

### Typologie
Au 1er janvier 2024, Saint-Quentin-de-Chalais est catégorisée commune rurale à habitat très dispersé, selon la nouvelle grille communale de densité à 7 niveaux définie par l'Insee en 2022.
Elle est située hors unité urbaine et hors attraction des villes,.

### Occupation des sols
L'occupation des sols de la commune, telle qu'elle ressort de la base de données européenne d’occupation biophysique des sols Corine Land Cover (CLC), est marquée par l'importance des territoires agricoles (80,9 % en 2018), une proportion sensiblement équivalente à celle de 1990 (80,6 %). La répartition détaillée en 2018 est la suivante : 
terres arables (62,4 %), forêts (19,1 %), prairies (11,2 %), zones agricoles hétérogènes (7,3 %). L'évolution de l’occupation des sols de la commune et de ses infrastructures peut être observée sur les différentes représentations cartographiques du territoire : la carte de Cassini (XVIIIe siècle), la carte d'état-major (1820-1866) et les cartes ou photos aériennes de l'IGN pour la période actuelle (1950 à aujourd'hui).

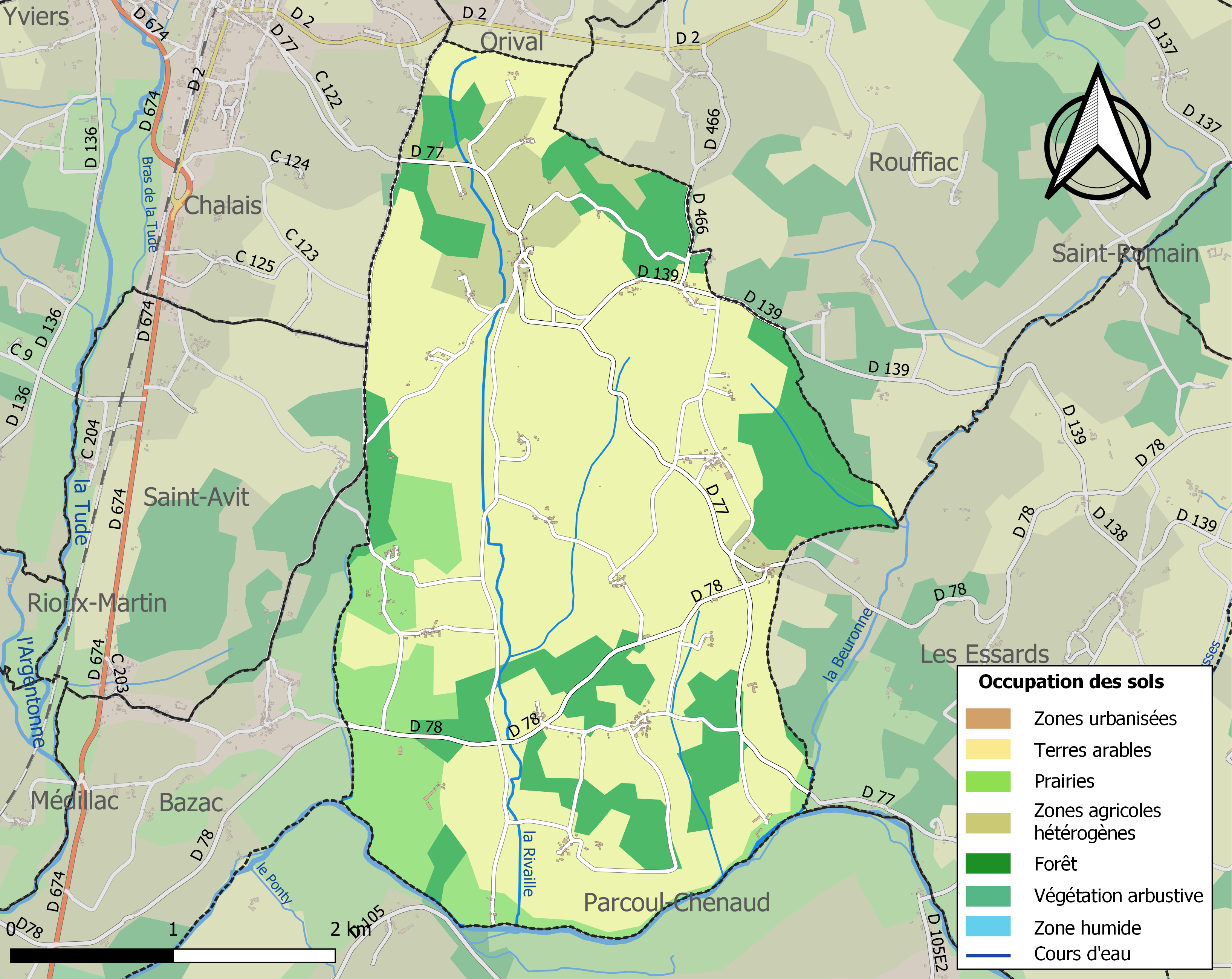
Carte des infrastructures et de l'occupation des sols de la commune en 2018 (CLC).

### Risques majeurs
Le territoire de la commune de Saint-Quentin-de-Chalais est vulnérable à différents aléas naturels : météorologiques (tempête, orage, neige, grand froid, canicule ou sécheresse) et séisme (sismicité faible). Un site publié par le BRGM permet d'évaluer simplement et rapidement les risques d'un bien localisé soit par son adresse soit par le numéro de sa parcelle.

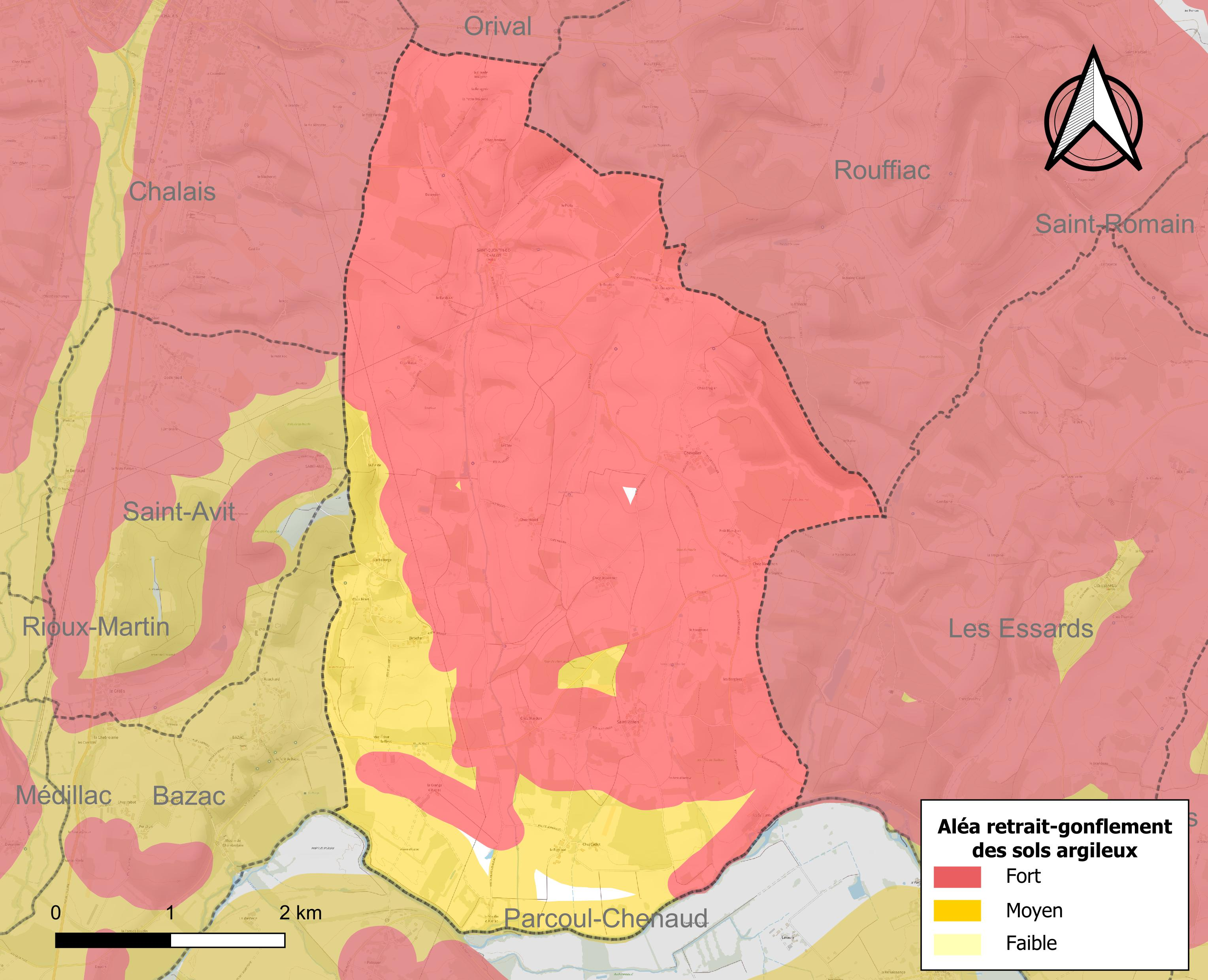
Carte des zones d'aléa retrait-gonflement des sols argileux de Saint-Quentin-de-Chalais.

Le retrait-gonflement des sols argileux est susceptible d'engendrer des dommages importants aux bâtiments en cas d’alternance de périodes de sécheresse et de pluie. 99,4 % de la superficie communale est en aléa moyen ou fort (67,4 % au niveau départemental et 48,5 % au niveau national). Sur les 167 bâtiments dénombrés sur la commune en 2019,  167 sont en aléa moyen ou fort, soit 100 %, à comparer aux 81 % au niveau départemental et 54 % au niveau national. Une cartographie de l'exposition du territoire national au retrait gonflement des sols argileux est disponible sur le site du BRGM,.
Par ailleurs, afin de mieux appréhender le risque d’affaissement de terrain, l'inventaire national des cavités souterraines permet de localiser celles situées sur la commune.
La commune a été reconnue en état de catastrophe naturelle au titre des dommages causés par les inondations et coulées de boue survenues en 1982, 1983, 1992 et 1999. Concernant les mouvements de terrains, la commune a été reconnue en état de catastrophe naturelle au titre des dommages causés par des mouvements de terrain en 1999.

## Toponymie
Le nom de la paroisse est attesté par la forme ancienne, en latin, Sanctus Quintinus (non datée, Moyen Âge).
Quintinus était un apôtre chrétien, évangélisateur de la Gaule, martyr du IIIe siècle.
Au XVIIe siècle, la paroisse s'est aussi appelée Saint-Quentin-de-Sèche, à cause de la sécheresse et de l'aridité du sol des collines,.
Entre 1790 et 1936 la commune s'appelait Saint Quentin, puis Saint-Quentin à partir de 1801. Pendant la Révolution, elle s'appelait Quintini ou La Quintinie. L'actuelle dénomination officielle a été instaurée en 1937.

## Histoire
En juin 1909, un souterrain-refuge a été découvert près de l'église. Il consiste en plusieurs chambres taillées dans le roc et reliées entre elles par des couloirs.
Au début du XXe siècle, l'industrie dans la commune était représentée par un moulin à blé au Saillan, sur la Dronne, et l'élevage de veaux de boucherie était assez important.

## Archives
- Registres paroissiaux et d'état civil depuis 1595.
- Dépouillements généalogiques depuis 1790.
- Délibérations municipales depuis la fin du XIXe siècle.

## Administration

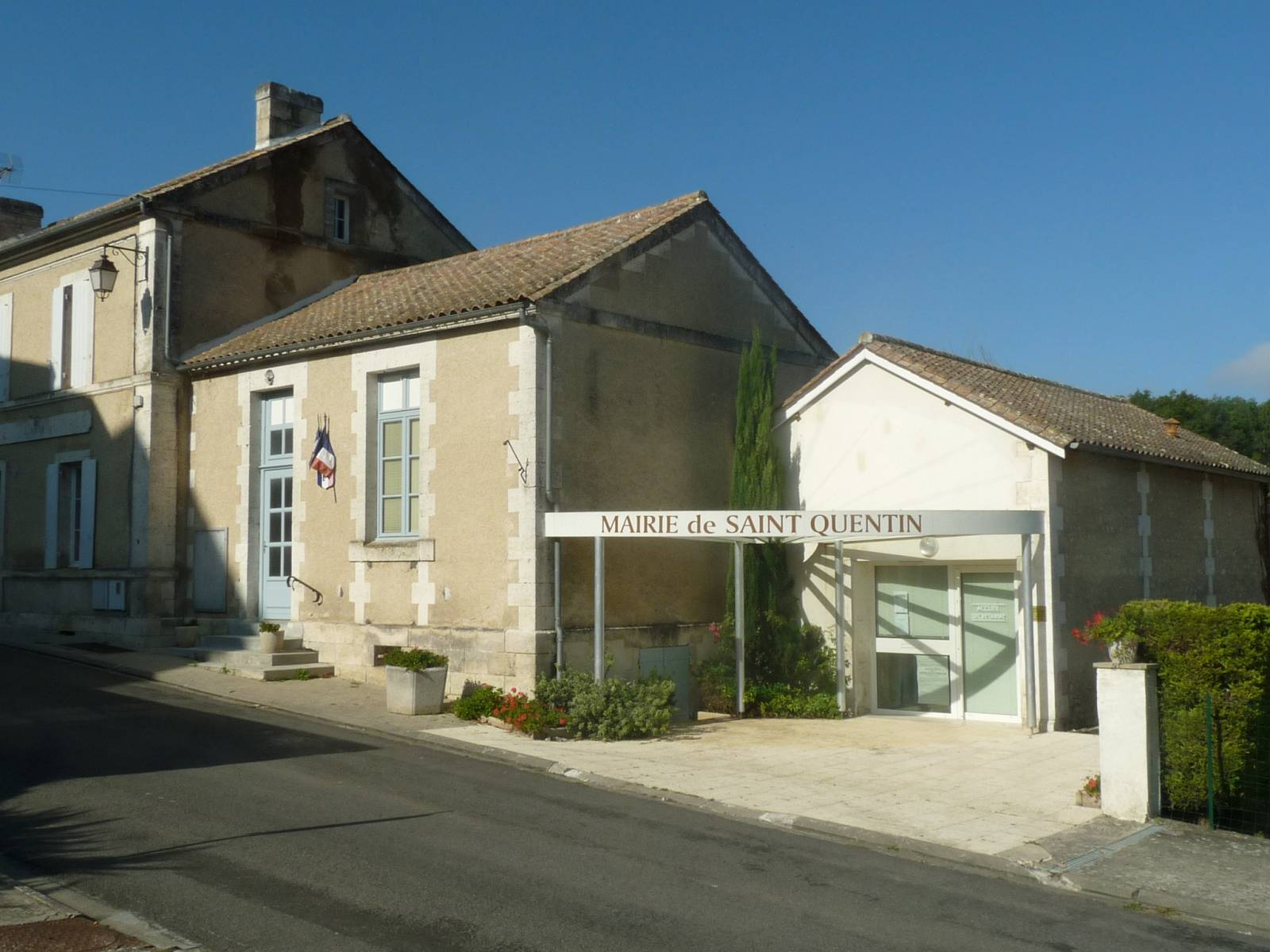
La mairie.

| Période                                  | Période  | Identité           | Étiquette | Qualité                                              |
| ---------------------------------------- | -------- | ------------------ | --------- | ---------------------------------------------------- |
| Les données manquantes sont à compléter. |          |                    |           |                                                      |
| 1888                                     | 1922     | Lajeunie           |           |                                                      |
| 1922                                     | 1930     | Lucien Maurice     |           |                                                      |
| 1930                                     | 1945     | Victor Lavergne    |           |                                                      |
| 1945                                     | 1959     | Amédée Théodore    |           |                                                      |
| 1959                                     | 1971     | Albert Lavergne    |           |                                                      |
| 1971                                     | 1977     | Jean-Claude Rocher |           |                                                      |
| 1977                                     | 1981     | Raymond Papillaud  |           |                                                      |
| 1981                                     | 1995     | Guy Capdeville     |           |                                                      |
| 1995                                     | En cours | Joël Papillaud     | DVG       | Président de la communauté de communes jusqu'en 2020 |

Les réélections n'apparaissent pas.

## Démographie

### Évolution démographique
L'évolution du nombre d'habitants est connue à travers les recensements de la population effectués dans la commune depuis 1793. Pour les communes de moins de 10 000 habitants, une enquête de recensement portant sur toute la population est réalisée tous les cinq ans, les populations de référence des années intermédiaires étant quant à elles estimées par interpolation ou extrapolation. Pour la commune, le premier recensement exhaustif entrant dans le cadre du nouveau dispositif a été réalisé en 2008.

En 2022, la commune comptait 243 habitants, en évolution de −6,9 % par rapport à 2016 (Charente : −0,48 %, France hors Mayotte : +2,11 %).
| 1793 | 1800 | 1806 | 1821 | 1831 | 1841 | 1846 | 1851 | 1856 |
| ---- | ---- | ---- | ---- | ---- | ---- | ---- | ---- | ---- |
| 879  | 783  | 780  | 889  | 865  | 799  | 817  | 802  | 725  |

| 1861 | 1866 | 1872 | 1876 | 1881 | 1886 | 1891 | 1896 | 1901 |
| ---- | ---- | ---- | ---- | ---- | ---- | ---- | ---- | ---- |
| 737  | 697  | 617  | 603  | 588  | 557  | 563  | 526  | 527  |

| 1906 | 1911 | 1921 | 1926 | 1931 | 1936 | 1946 | 1954 | 1962 |
| ---- | ---- | ---- | ---- | ---- | ---- | ---- | ---- | ---- |
| 508  | 483  | 442  | 429  | 391  | 398  | 392  | 355  | 285  |

| 1968 | 1975 | 1982 | 1990 | 1999 | 2006 | 2008 | 2013 | 2018 |
| ---- | ---- | ---- | ---- | ---- | ---- | ---- | ---- | ---- |
| 259  | 230  | 219  | 243  | 250  | 269  | 274  | 269  | 250  |

| 2022 | - | - | - | - | - | - | - | - |
| ---- | - | - | - | - | - | - | - | - |
| 243  | - | - | - | - | - | - | - | - |

### Pyramide des âges
La population de la commune est relativement âgée.
En 2018, le taux de personnes d'un âge inférieur à 30 ans s'élève à 25,6 %, soit en dessous de la moyenne départementale (30,2 %). À l'inverse, le taux de personnes d'âge supérieur à 60 ans est de 35,2 % la même année, alors qu'il est de 32,3 % au niveau départemental.
En 2018, la commune comptait 128 hommes pour 122 femmes, soit un taux de 51,2 % d'hommes, largement supérieur au taux départemental (48,41 %).
Les pyramides des âges de la commune et du département s'établissent comme suit.
| Hommes | Classe d’âge | Femmes |
| ------ | ------------ | ------ |
| 0,0    | 90 ou +      | 0,0    |
| 11,7   | 75-89 ans    | 16,4   |
| 21,9   | 60-74 ans    | 20,5   |
| 22,7   | 45-59 ans    | 27,0   |
| 15,6   | 30-44 ans    | 13,1   |
| 12,5   | 15-29 ans    | 10,7   |
| 15,6   | 0-14 ans     | 12,3   |

| Hommes | Classe d’âge | Femmes |
| ------ | ------------ | ------ |
| 1      | 90 ou +      | 2,7    |
| 9,2    | 75-89 ans    | 12     |
| 20,6   | 60-74 ans    | 21,3   |
| 20,7   | 45-59 ans    | 20,3   |
| 16,8   | 30-44 ans    | 16     |
| 15,6   | 15-29 ans    | 13,4   |
| 16,1   | 0-14 ans     | 14,3   |

## Économie

### Agriculture
L'agriculture consiste principalement en élevage de veaux et production de céréales (colza, tournesol, maïs).
La viticulture occupe une petite partie de l'activité agricole. La commune est située dans les Bons Bois, dans la zone d'appellation d'origine contrôlée du cognac.

## Équipements, services et vie locale

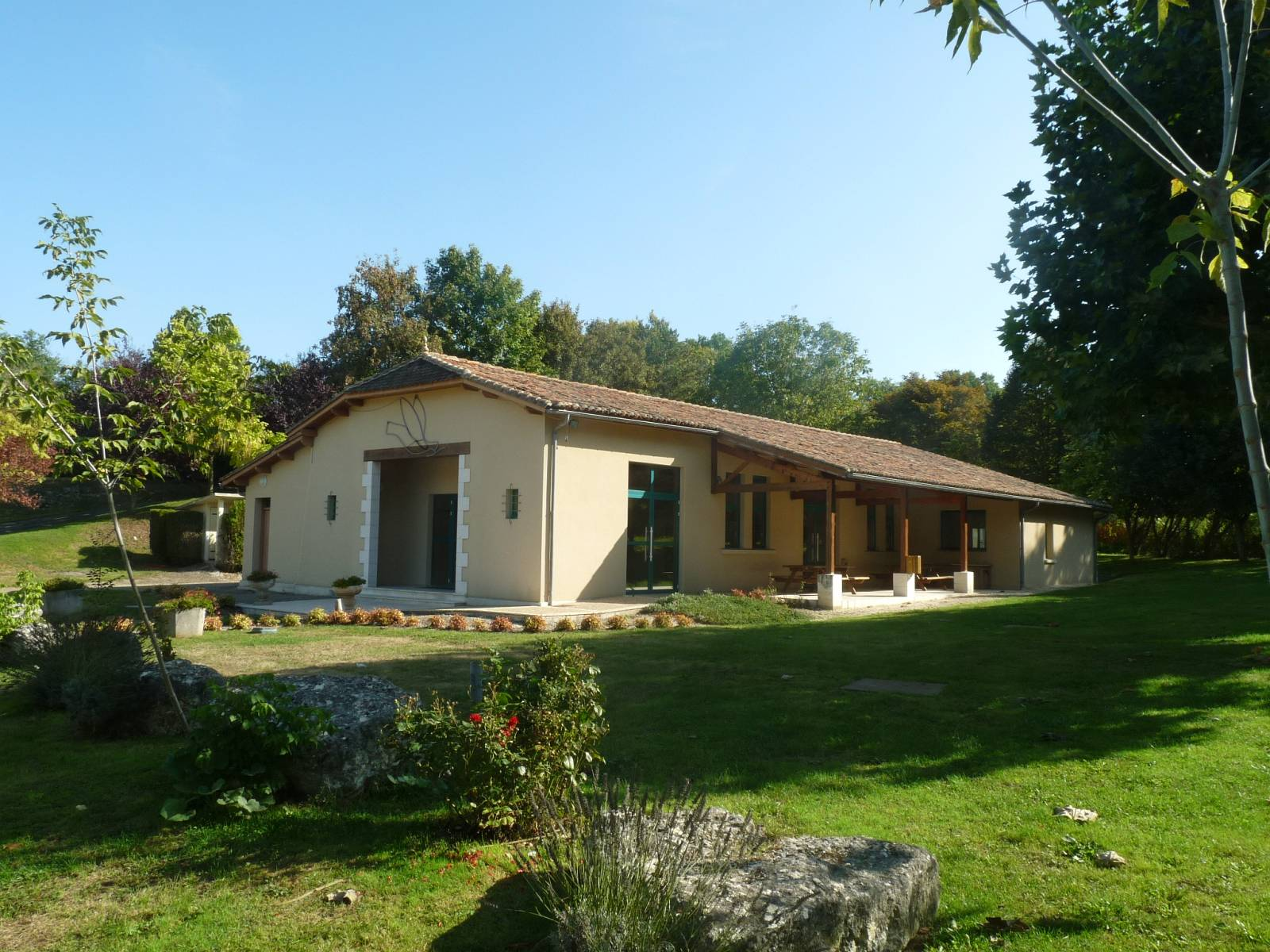
La salle des fêtes.

## Lieux et monuments

### Patrimoine religieux

#### L'église de Saint-Quentin-de-Chalais
L'église paroissiale Saint-Quentin est de style roman (XIIe siècle) pour la partie centrale, et gothique primitif (XVe siècle) pour les bas-côtés. Comme beaucoup d'autres églises, elle fut construite sur les restes d'un édifice antérieur. À la fin du Moyen Âge elle est fortifiée avec chemin de ronde, salle de garde, bretèche et clocher donjon. Elle est classée monument historique depuis 1913.
Son tabernacle du XVIIe siècle en bois sculpté et peint représentant la Crucifixion est inscrit monument historique à titre objet depuis 2002. La cloche actuelle de l'église a été fondue en 1548 et refondue en 1907. À l'origine l'église avait deux cloches, l'une d'elles a été fondue pendant la Révolution pour faire des canons.

Église Saint-Quentin
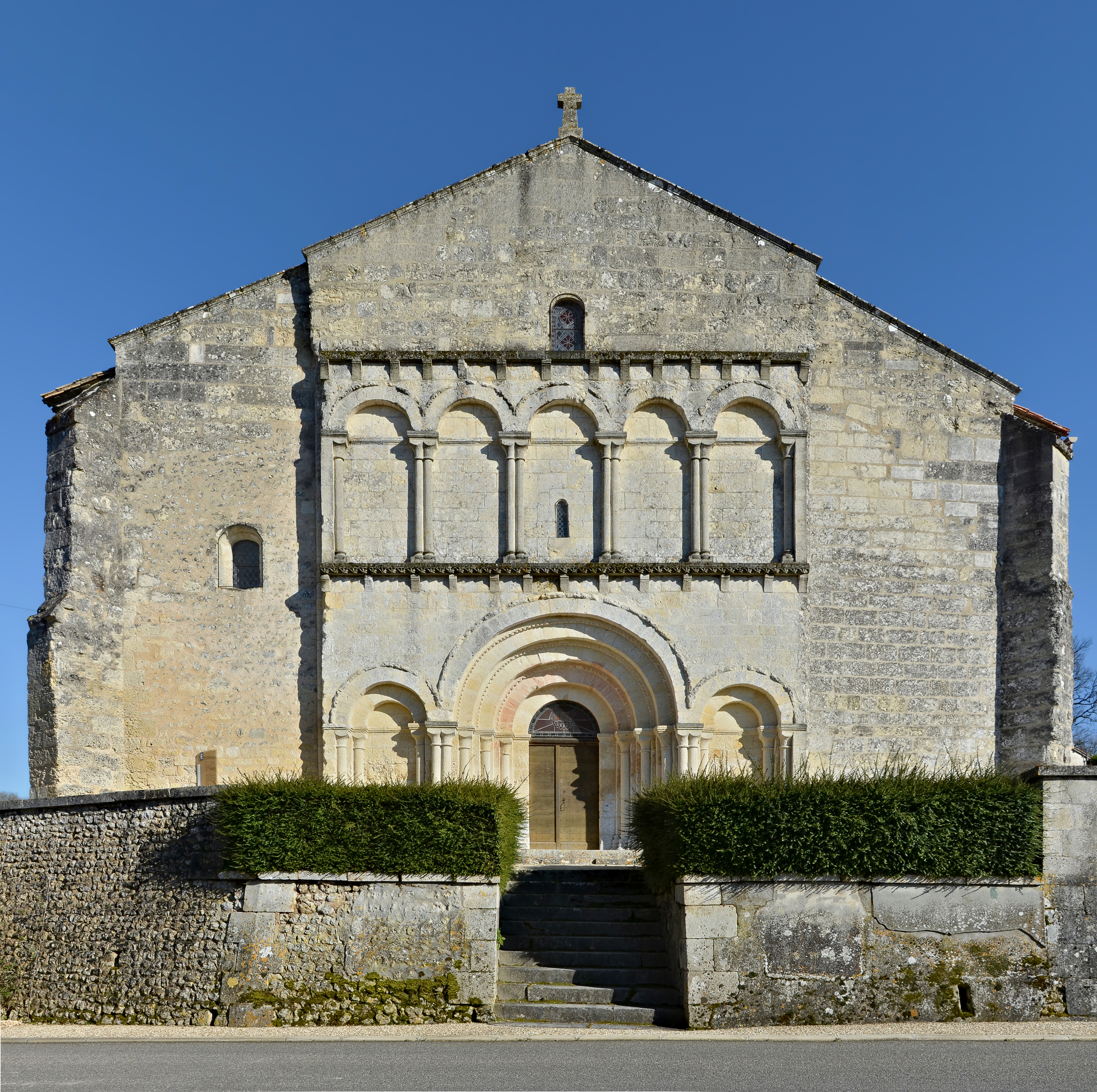
La façade ouest.
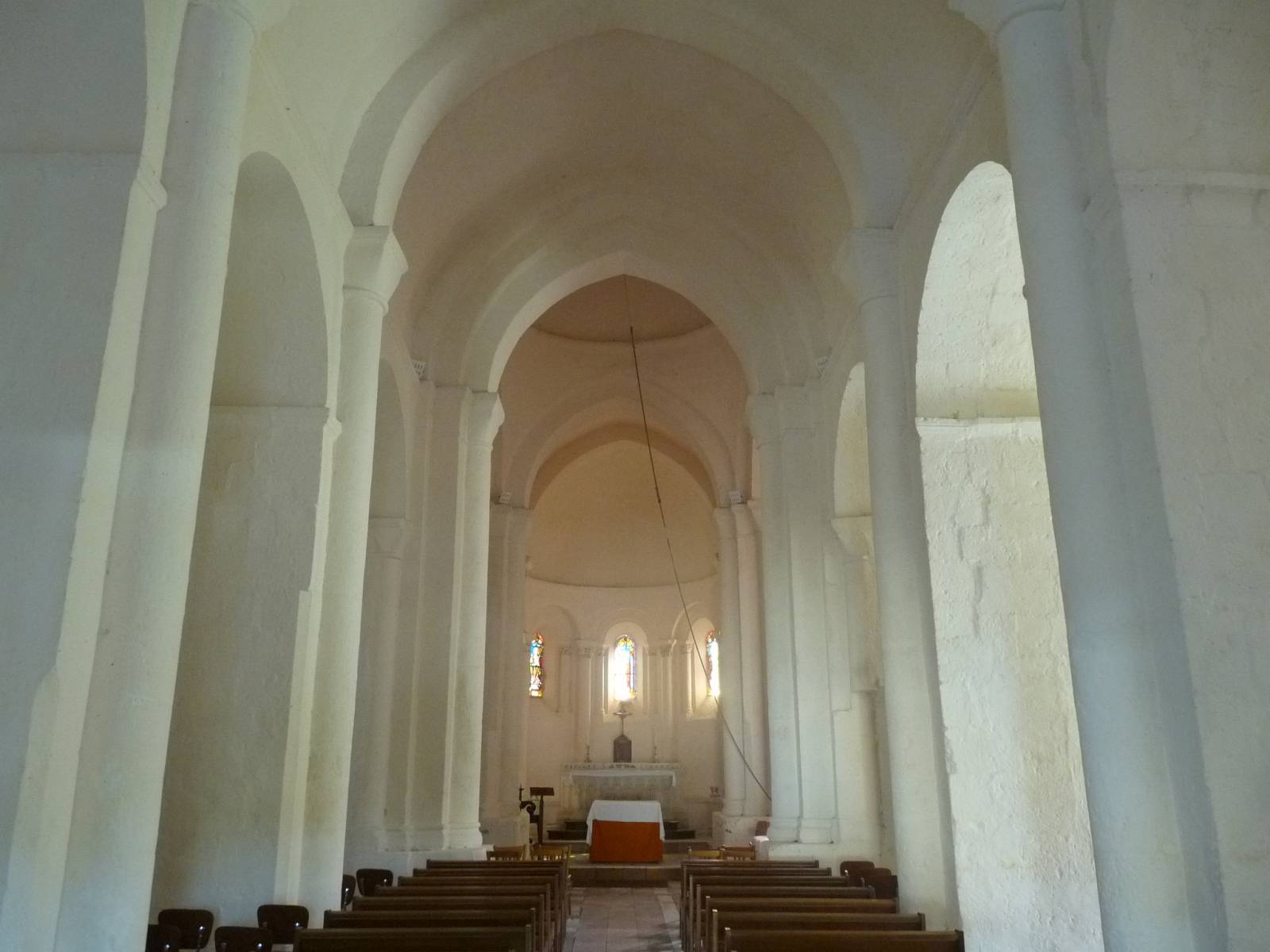
L'intérieur.
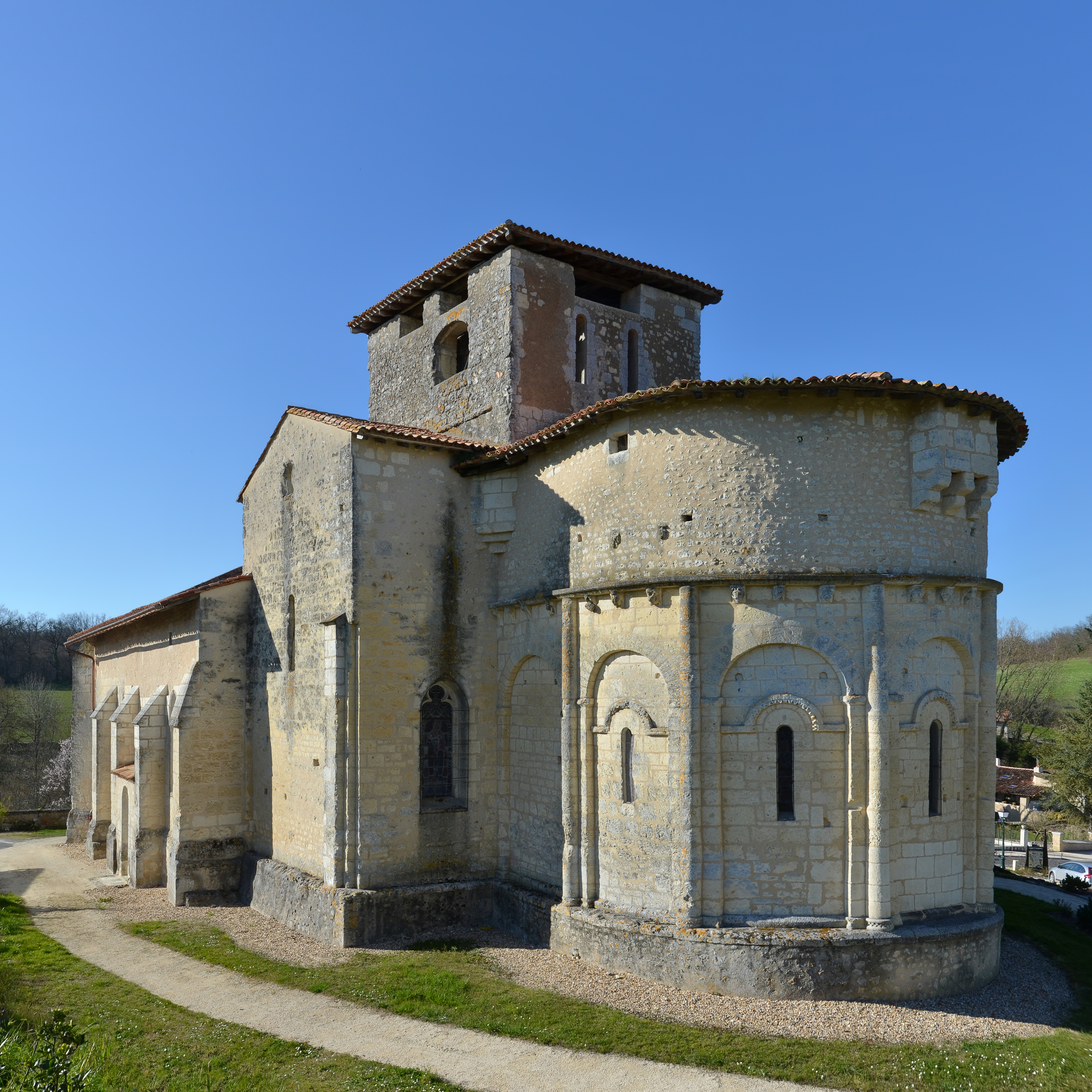
Le chevet.
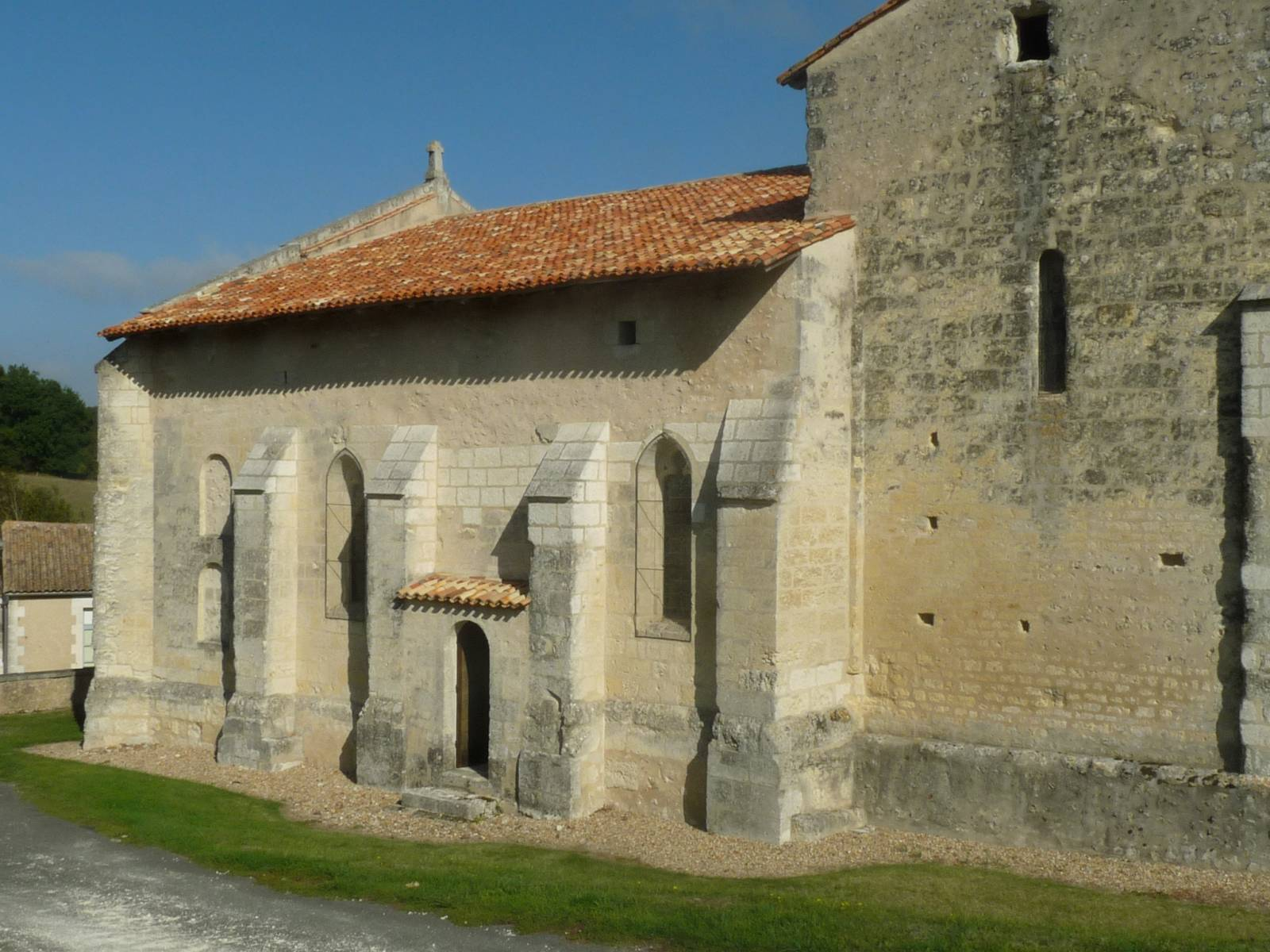
La façade sud.

#### La fontaine de Guérison
Cette fontaine, située près de la Beuronne en direction des Essards, était un lieu de pèlerinage tous les 15 août jusque dans les années 1970. Une chapelle a été construite à proximité.

### Patrimoine civil

#### Motte à Puygoyon
La Motte à Puygoyon, dans le sud de la commune, est une motte castrale détruite semble-t-il pendant la guerre de Cent Ans. Ancien siège d'une baronnie qui dépendait du marquisat d'Aubeterre, on en retrouve la trace jusqu'à la Révolution française. Aujourd'hui c'est une motte boisée avec ses fossés visibles.

#### Autre patrimoine bâti
Lors de la construction de l'école, des ouvriers découvrent un cluzeau situé à proximité de l'église le 4 juin 1908, description et communication à la Société archéologique et historique de la Charente par M. Lafitte en septembre 1908.
Il y a eu deux moulins sur la commune, le moulin d'Auziac et le moulin de Saillant.